# Audio Video Foto Bild
Audio Video Foto Bild war eine von Anfang Dezember 2003 bis Mitte Dezember 2023 monatlich erscheinende Zeitschrift der Axel Springer SE, die ein Ablegers der Computerzeitschrift Computer Bild war. Bis Oktober 2006 war Harald Kuppek, der Gründer der Computer Bild, Chefredakteur. Von 2018 bis zur Einstellung war Dirk Kuchel Chefredakteur, der ab 2018 auch die im August 2019 eingestellte Schwesterzeitschrift Computerspielezeitschrift Computer Bild Spiele leitete und die Mutterzeitschrift Computer Bild seit 2018 leitet. Die Zeitschrift testete aktuelle CDs, DVDs, Digitalkameras und verschiedene Audiohardware wie Lautsprecher oder Kopfhörer. Die verkaufte Auflage betrug 2023 12.170 Exemplare, ein Minus von 97,6 Prozent seit 2004. Im 4. Quartal 2009 hatte die Auflage noch über 188.000 Exemplare betragen. Nach der am 11. Dezember 2023 erschienen Ausgabe 1/2024 wurde die Audio Video Foto Bild eingestellt.

## Ausgaben
Es gab zwei verschiedene Ausgaben. Der einen Ausgabe lag eine DVD mit einem kompletten Spielfilm bei. Die DVDs sind auf jedem handelsüblichen DVD-Player abspielbar und besitzen einen Aufdruck mit dem Logo der Zeitschrift sowie ein verändertes DVD-Menü. Ein Hauptunterschied zu den regulären Kauf-DVDs ist, dass meist eigenes Bonusmaterial und keine fremdsprachige Tonspuren vorhanden sind. Im Gegensatz zu den Ausgaben einiger anderer Zeitschriften, die die Idee der beigefügten DVD aufnahmen, handelt es sich bei den Filmen um Original-Versionen – sie enthalten also den Film in ungekürzter Fassung sowie den Ton im 5.1-Dolby-Digital-Format. Die Zeitschrift Audio Video Bild war auch in einer zweiten preisgünstigeren Variante ohne DVD erhältlich. Letztmals lag der Januar-2020-Ausgabe eine DVD bei, danach wurde die DVD-Beilage aus Kostengründen eingestellt. Stattdessen lag der teureren Variante von Audio Video Foto Bild ein Gutschein für einen Streaming-Film bei Netzkino bei.

## Film-DVDs
2004
- Januar – Der Fan (The Fan)
- Februar – Sleepy Hollow
- März – Desperate Measures
- April – Wild Things
- Mai – Fräulein Smillas Gespür für Schnee (Smilla’s Sense of Snow)
- Juni – Donnie Brasco
- Juli – Knockin’ on Heaven’s Door
- August – Gegen jeden Verdacht (In Pursuit)
- September – Der bewegte Mann
- Oktober – Insider (The Insider)
- November – Mission to Mars
- Dezember – Traffic – Macht des Kartells

2005
- Januar – Mit aller Macht (Primary Colors)
- Februar – American Pie – Wie ein heißer Apfelkuchen
- März – The Sixth Sense
- April – Gangs of New York
- Mai – Very Bad Things
- Juni – Kate & Leopold, Oxygen
- Juli – Hard Rain
- August – Ein einfacher Plan (A Simple Plan)
- September – Strange Days
- Oktober – Mississippi Delta – Im Sumpf der Rache
- November – The Score
- Dezember – Blue Steel

2006
- Januar – Under Suspicion – Mörderisches Spiel/Knight Moves – Ein mörderisches Spiel
- Februar – Banditen! (Bandits)
- März – Lebenszeichen – Proof of Life
- April – Akte X – Der Film
- Mai – John Carpenters Vampire (John Carpenter’s The Vampires)
- Juni – Spurlos (The Vanishing)
- Juli – Do Not Disturb
- August – Duell – Enemy at the Gates
- September – Fatale Begierde (Unlawful Entry)
- Oktober – Die Klapperschlange (John Carpenter’s Escape from New York)
- November – Der Klient (The client)
- Dezember – Die Jury (A Time to kill)

2007
- Januar – JFK – Tatort Dallas (JFK)
- Februar – Die Mothman Prophezeiungen (The Mothman Prophecies)
- März – Wir waren Helden (We were Soldiers)
- April – Das Relikt (The Relic)
- Mai – Copykill, To End All Wars – Die wahre Hölle
- Juni – Heat
- Juli – L.A. Confidential
- August – The Way of the Gun
- September – Der Legionär (Legionnaire) – Alarmstufe: Rot 2
- Oktober – Scary Movie
- November – Hero
- Dezember – Echoes – Stimmen aus der Zwischenwelt (Stir of Echoes)

2008
- Januar – Das Ende – Assault on Precinct 13/21 Jump Street – Tatort Klassenzimmer
- Februar – Alexander
- März – 21 Gramm (21 Grams)
- April – Swimming Pool
- Mai – A Little Trip to Heaven
- Juni – From Dusk Till Dawn
- Juli – The Statement
- August – Haus aus Sand und Nebel (House of Sand and Fog)
- September – Wes Craven präsentiert Dracula (Wes Craven presents Dracula)
- Oktober – Spartan
- November – Good Will Hunting
- Dezember – … denn zum Küssen sind sie da (Kiss the Girls)

2009
- Januar – The Core – Der innere Kern
- Februar – American History X
- März – Sliver
- April – Hostage – Entführt
- Mai – City of Ghosts
- Juni – Zwielicht (Primal Fear)
- Juli – 88 Minutes
- August – 36 – Tödliche Rivalen (36 Quai des Orfèvres)
- September – Open Range – Weites Land
- Oktober – City by the Sea
- November – Spurwechsel (Changing Lanes), Desert Saints[9]
- Dezember – Sahara – Abenteuer in der Wüste (Sahara)

2010
- Januar – Monster
- Februar – Kill Bobby Z
- März – Running Scared
- April – Home of the Brave
- Mai – Three Burials
- Juni – The 4th Floor
- Juli – Der talentierte Mr. Ripley (The Talented Mr. Ripley)
- August – Alpha Dog
- September – Verhandlungssache (The Negotiator)
- Oktober – Half Light – Tigerland
- November – Das Leben nach dem Tod in Denver (Things to Do in Denver When You’re Dead)
- Dezember – Verlockende Falle

2011
- Januar – Freeway – eXistenZ
- Februar – The Illusionist
- März – War Inc. – Cleaner
- April – Ein Mann für geheime Stunden
- Mai – Zivilprozess
- Juni – Vier Brüder – Tödliches Vertrauen
- Juli – Killshot
- August – Crossing Over
- September – Harsh Times
- Oktober – Suspect Zero
- November – Nicht schuldig (The Juror)
- Dezember – Shadowboxer

2012
- Januar – Aeon Flux (DVD-Version), The Contract (Blu-ray Disc-Version)
- Februar – Black Snake Moan
- März – Auge um Auge
- April – The Glass House/The Champ
- Mai – The Untouchables – Die Unbestechlichen/Hardball
- Juni – Rules – Sekunden der Entscheidung
- Juli – La Linea – The Line
- August – The Gift – Die dunkle Gabe
- September – Bad Lieutenant – Cop ohne Gewissen
- Oktober – Memento
- November – Game of Death
- Dezember – Nichts als die Wahrheit

2013
- Januar – Gegen jeden Zweifel
- Februar – The Expendables
- März – Death Proof – Todsicher
- April – Boston Streets
- Mai – Run for Her Life
- Juni – Tödliche Entscheidung
- Juli – Zimmer 1408
- August – Five Minutes of Heaven
- September – Schuld und Sühne – Ein verhängnisvoller Sommer
- Oktober – The Way Back – Der lange Weg
- November – Rabbit Hole
- Dezember – Der Nebel

2014
- Januar – Don’t Be Afraid of the Dark/Stürmische Zeiten – Gib niemals auf
- Februar – A Beginner’s Guide to Endings
- März – Wer’s glaubt, wird selig
- April – Headhunter – Die Macht des Geldes
- Mai – Unknown/My Week with Marilyn
- Juni – Trespass
- Juli – The Other Woman
- August – Deadly Crossing
- September – Brothers
- Oktober – Der große Crash
- November – Trust/Hesher
- Dezember – The Expendables/The Expendables 2

2015
- Januar – Lawless
- Februar – True Grit
- März – Haunter/Drachenläufer
- April – We Are What We Are
- Mai – All Beauty Must Die/Kiss the Coach
- Juni – Assassin’s Bullet
- Juli – Assault on Wall Street
- August – Poker House
- September – The Road
- Oktober – The Fighter
- November – Dream House
- Dezember – The Last Stand

2016
- Januar – Joe – Die Rache ist sein/Motorway
- Februar – Kill Your Darlings
- März – The Colony
- April – The Last Hit Man
- Mai – Only God Forgives
- Juni – Drive
- Juli – Sabotage
- August – Saints/The Ledge – Am Abgrund
- September – Ich darf nicht schlafen
- Oktober – Killing Season
- November – The Grey
- Dezember – Sin City 2: A Dame to Kill For

2017
- Januar – The American
- Februar – The Ides of March
- März – Fair Game – Nichts ist gefährlicher als die Wahrheit/Don Jon
- April – The Expendables 3
- Mai – Foxcatcher
- Juni – Moonrise Kingdom/Dead Man Down
- Juli – 13 Sins/The Railway Man
- August – Mud – Kein Ausweg
- September – Killer Elite
- Oktober – Snitch/Maggie
- November – St. Vincent
- Dezember – Cut Bank/The Neon Demon

2018
- Januar – Die Lincoln Verschwörung
- Februar – Harry Brown
- März – The Cabin in the Woods
- April – 12 Years a Slave
- Mai – End of Watch
- Juni – The Keeping Room
- Juli – Broken City
- August – Frozen Ground
- September – House at the End of the Street
- Oktober – Riddick
- November – Blood Father
- Dezember – The Call – Leg nicht auf!

2019
- Januar – The Raven
- Februar – Halo 4: Forward Unto Dawn
- März – Still Alice – Mein Leben ohne Gestern
- April – Dying of the Light
- Mai – Halo: Nightfall
- Juni – Southpaw
- Juli – The Forest
- August – Stonehearst Asylum
- September – Dark Tide
- Oktober – Olympus Has Fallen
- November – The Immigrant
- Dezember – The Angriest Man in Brooklyn

2020
- Januar – Ruhet in Frieden

Danach wurde die DVD-Ausgabe eingestellt.